# Monokrom Design Store

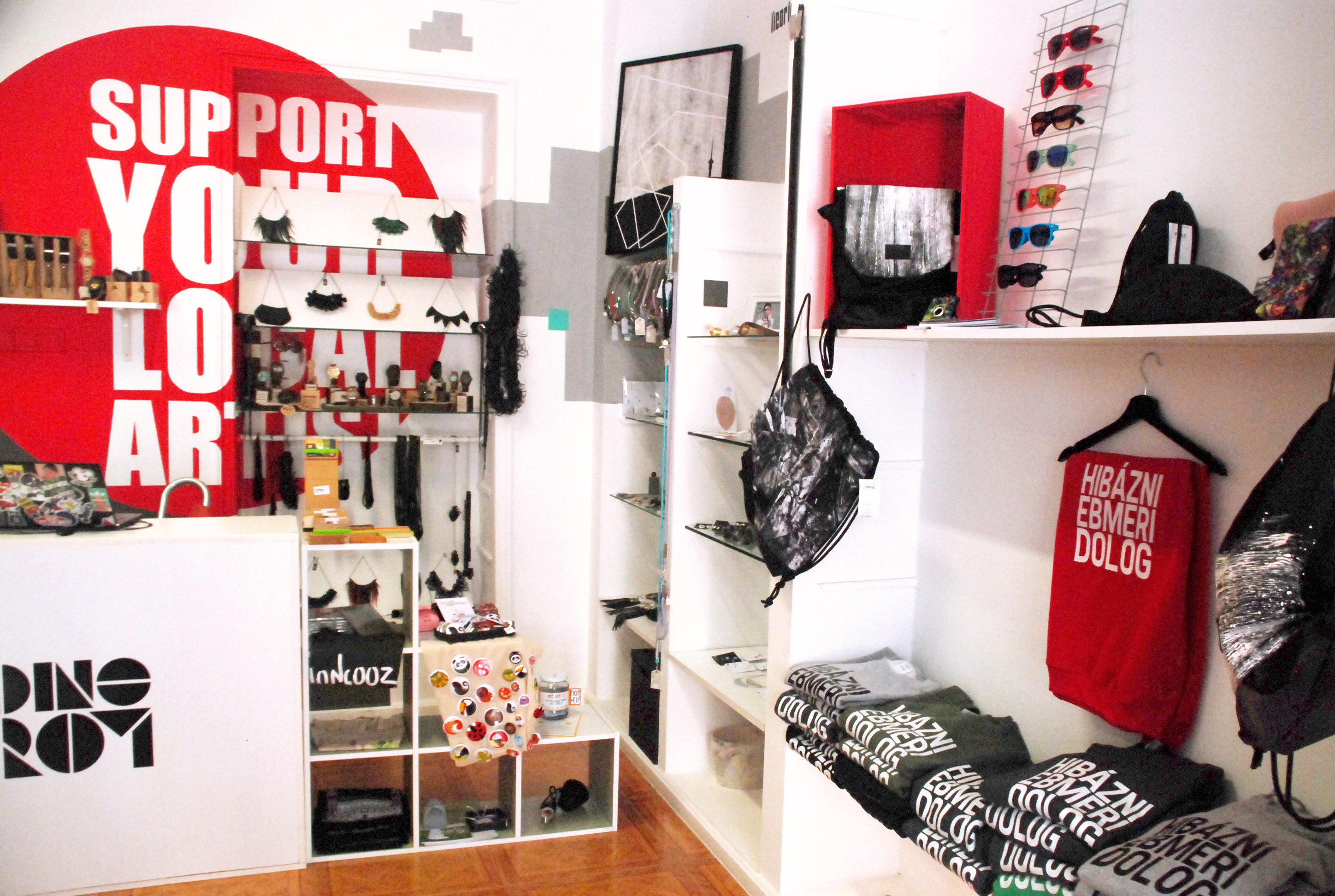
Monokrom Design Store

Pécsett, a Király utca 33. szám alatti, kortárs, design bemutatóterem. A régióban egyedülálló kezdeményezés célja elsősorban a helyi és magyar alkotók bemutatása egy erre megfelelő platform biztosításával. Folyamatosan frissülő, limitált szériájú termékskálával várja az érdeklődőket, legyen szó ruha- vagy ékszer kollekciókról, lakberendezési tárgyakról, táskákról vagy egyéb divatkiegészítőkről.
Alapító tagjaik mellett rendszeresen és újonnan bemutatott vendég alkotók termékeivel is találkozhatsz.
Az Ökográf Egyesület – mint ernyőszervezet – a Licorice és Pola.Pola társadalmi vállalkozás, valamint Bubreg Balázs (Great Minds.. think alike) közös kezdeményezésével nyitotta meg 2015 szeptemberében.
A kezdeményezés hiánypótló, mivel jelenleg Pécsett szükség van egy méltó platformra azon fiatal designereknek, alkotóknak, művészeknek, akik e városban alkotnak. E vállalkozás emellett kiemelt figyelmet áldoz a pécsi Önindító programban részt vett a kreatív iparban tevékenykedő, illetve a PTE Művészeti és Építészeti Kar, valamint az Ipari formatervező szak hallgatóira. A bemutatóterem amellett, hogy eladásaival segíti a kezdő fiatal vállalkozások piaci helyzetét megerősödni, egyéb közösségi és kulturális-művészeti programokat is nyújt a lakosság részére. Mind az üzlet megjelenésével, mind az abban/előtte folyó kulturális-művészeti programokkal a pécsi design, mint műfaj népszerűsítése és megerősítése a cél.

## Ökográf Egyesület
2012 óta működik, a ReArt műhely informális alkotói csoport tagjaiból alakult. Kiemelt tevékenységi körök: a közművelődés, közoktatás és a szabadidő hasznos eltöltésének alternatíváit bemutató programok népszerűsítése, a társadalmi és környezeti fenntarthatóság és szemléletformálás. A vidéki életmód és az ehhez kapcsolódó természeti-, épített-, kulturális-, mesterségbeli-, gasztronómiai-, gazdálkodási, stb. örökség védelme, ezen értékek kutatása, népszerűsítése, megismertetése, átadása közösségfejlesztő tevékenységek segítségével. Ezek hatása tetten érhető mind az emberek környezetén, otthonában, mind az egyes közösségeken, egyéneken.
2013 novemberétől ökodesign alkotások létrehozására társadalmi vállalkozást indítottak el. A “Licorice” egy kísérlet és minta arra vonatkozólag, hogy civil szervezetként ne csak pályázati támogatásokból biztosítsuk a fenntarthatóságunkat. Ez a keret arra is lehetőséget ad, hogy bevonjunk a munkánkba munkanélküli diplomás fiatalokat, munkatapasztalat szerzés céljából, csökkentve ezzel a munkanélküliséget.
2014-ben a Pécs Holding támogatásával a „Belváros újratöltve” program keretében ökodesign bemutatótermet alakítottak ki a belvárosban.
Az Egyesület több roma szervezettel is együttműködik a környezeti nevelés, a tehetséggondozás, illetve a közösségfejlesztés területén. Szoros együttműködés a Baranya megyei Önkéntes Centrummal, mint fogadó szervezet.

## Alapítók

### Great Minds.. think alike
A Great Minds márkát Bubreg Balázs pécsi képzőművész 2009-ben azzal a céllal indította el, hogy olyan ruházati termékeket és kiegészítőket hozzon létre, melyek művészi értéket hordoznak és egyediek. Alapelvük, hogy minden terméküket limitált mennyiségben, a lehető legjobb minőségű alapanyagok felhasználásával készítik el. Mára a Great Minds már saját kis szakmai stábbal rendelkezik és kínálatuk is folyamatosan nő. Az egyre növekvő érdeklődés és kereslet ellenére továbbra is limitált mennyiségű szériákkal operál, hogy hűek maradjanak az alap koncepciójukhoz. A GM teljes csapata pécsi, így lokálpatriótaként Pécs városa fontos szerepet tölt be a márka életében, melyet sok termékük design-ja is tükröz.

## Alkotók
- 1861 Kesztyűmanufaktúra
- Tamás Andok Photography
- Babra Art
- Bánkuti Bags
- BriGo baba és kisgyermekruházat
- Boris, az ölelni való puhaság
- Bosis
- B-Oldal Design
- CLIMATE
- DELACIER
- Delka Bag
- Dobozka by Koller Eszter
- Fogd A Kezem Alapítvány
- Great Minds.. think alike
- HappySkin
- HIBÁZNI EBMERI DOLOG
- Lapetra
- licorice
- M.A.Art
- MAKE Design
- Malinovka
- Marsalkó Péter
- Medence Csoport
- Miko
- Jewelry
- MISIJA Design
- MOHA Design
- MUSU
- Nebouxxi Socks
- Pinczehelyi Sándor
- Polá.Polá
- POPPins
- puspus concrete
- RedAster
- Redheads
- renyagyár
- sapka
- Sátor Space
- sHUTA
- Somogyi Éva
- stampp
- Tenshibag
- Tillu Design
- VJU Keramika
- WeWood
- WOWA

## Support Your Local Artist projekt
A projekt a 2017-ben „Support your local artist!” címmel elindított kampány folytatása, mely kiállítás és aukció szervezésével fiatal művészek pályakezdését, pályán maradását segíti elő a bevételek révén, másrészt a város forgalmasabb üzleteiben és vendéglátóhelyei kihelyezett adománydobozok bevételeiből további 1 fiatal alkotó anyagköltségeit támogatja az erre a célra elkülönített alapból.
A projektben a MONOKROM alapítói és alkotói egy olyan egységes termékcsaládot hoznak létre, melyen a kampány szlogenje a bemutatóterem színpalettájával jelenik meg. A termékek olyan ajándéktárgyak, melyeket megtalálhatóak a befogadó helyeken (kitűző/jelvény), illetve saját márkás termékként (képeslap, sketchbook, stb.) megvásárolhatóak lesznek a MONOKROMban.
A kampány másik eleme, hogy 10 fiatal, pályakezdő művész alkotásait aukció keretében értékesítésre kerül. A kampány mindkét eleme a pécsi művészeti és kreatív élet megerősödést és összekovácsolódását segíti elő, míg a lakosság szempontjából egy támogatói magatartás kialakítását és a kortárs művészetek népszerűsítéséhez járul hozzá.

## Sajtó
- Divat és Dizájn – 2019.03.09.[halott link][3]
- Made In Pécs – Support Your Local Artist![4]